# Ешкалуш-де-Байшу
Ешкалуш-де-Байшу (порт. Escalos de Baixo; МФА: [ʃ.ˈka.ɫuʒ dɨ ˈbaj.ʃu]) — парафія в Португалії, у муніципалітеті Каштелу-Бранку. Розташована в східній частині країни, на теренах історичної португальської провінції Бейра. Входить до складу округу Каштелу-Бранку. За адміністративним поділом, чинним до 1976 року, терени парафії були складовою провінції Нижня Бейра. Належить до Порталегрівсько-Каштелу-Бранківської діоцезії Католицької церкви. Патрон — святий Сильвестр. Площа — 46,0941 км². Населення — 746 ос. (2011). Слабо урбанізований регіон. Густота населення — 16,18 осіб/км²
. Код — 050207.

## Населення
| Кількість мешканців | Кількість мешканців | Кількість мешканців | Кількість мешканців | Кількість мешканців | Кількість мешканців | Кількість мешканців | Кількість мешканців | Кількість мешканців | Кількість мешканців | Кількість мешканців | Кількість мешканців | Кількість мешканців | Кількість мешканців | Кількість мешканців |
| ------------------- | ------------------- | ------------------- | ------------------- | ------------------- | ------------------- | ------------------- | ------------------- | ------------------- | ------------------- | ------------------- | ------------------- | ------------------- | ------------------- | ------------------- |
| 1864                | 1878                | 1890                | 1900                | 1911                | 1920                | 1930                | 1940                | 1950                | 1960                | 1970                | 1981                | 1991                | 2001                | 2011                |
| 1 008               | 1 047               | 993                 | 1 161               | 1 370               | 1 316               | 1 506               | 1 511               | 1 646               | 1 649               | 1 111               | 1 084               | 1 059               | 946                 | 746                 |